# Rue Abel
Pour les articles homonymes, voir Abel (homonymie).
La rue Abel est une rue du 12e arrondissement de Paris.

## Situation et accès
La rue Abel est située à proximité immédiate de la Gare de Lyon. Elle est donc accessible par les nombreux transports en commun desservant cette gare, avec notamment les lignes de métro 1 et 14, les lignes de RER A et D et la ligne R du Transilien.

## Origine du nom
Elle tient son nom du mathématicien norvégien Niels Henrik Abel (1802-1829).

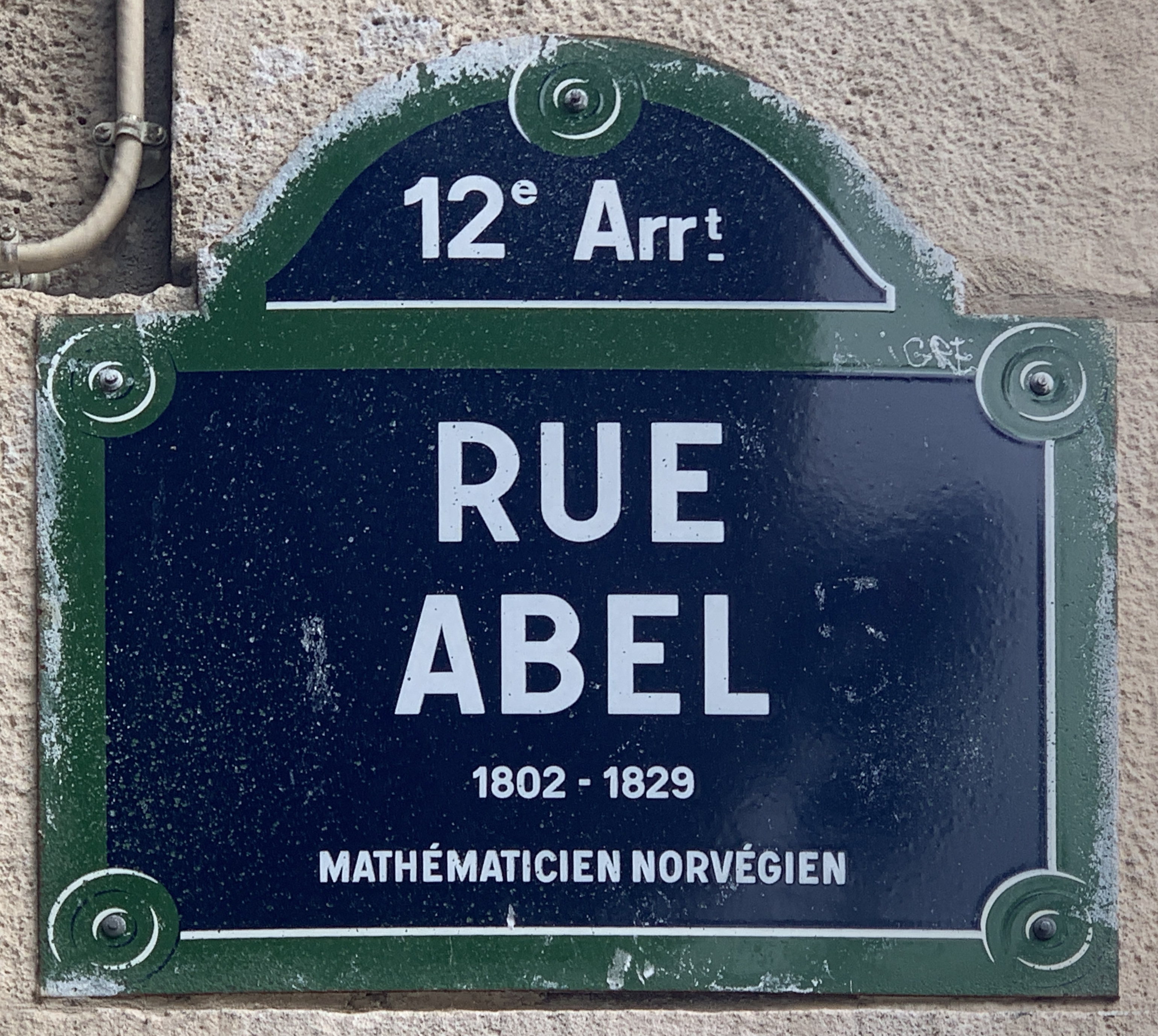
Plaque de rue de la rue Abel
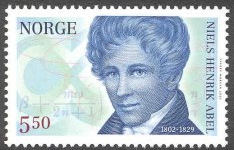
Timbre norvégien

## Historique

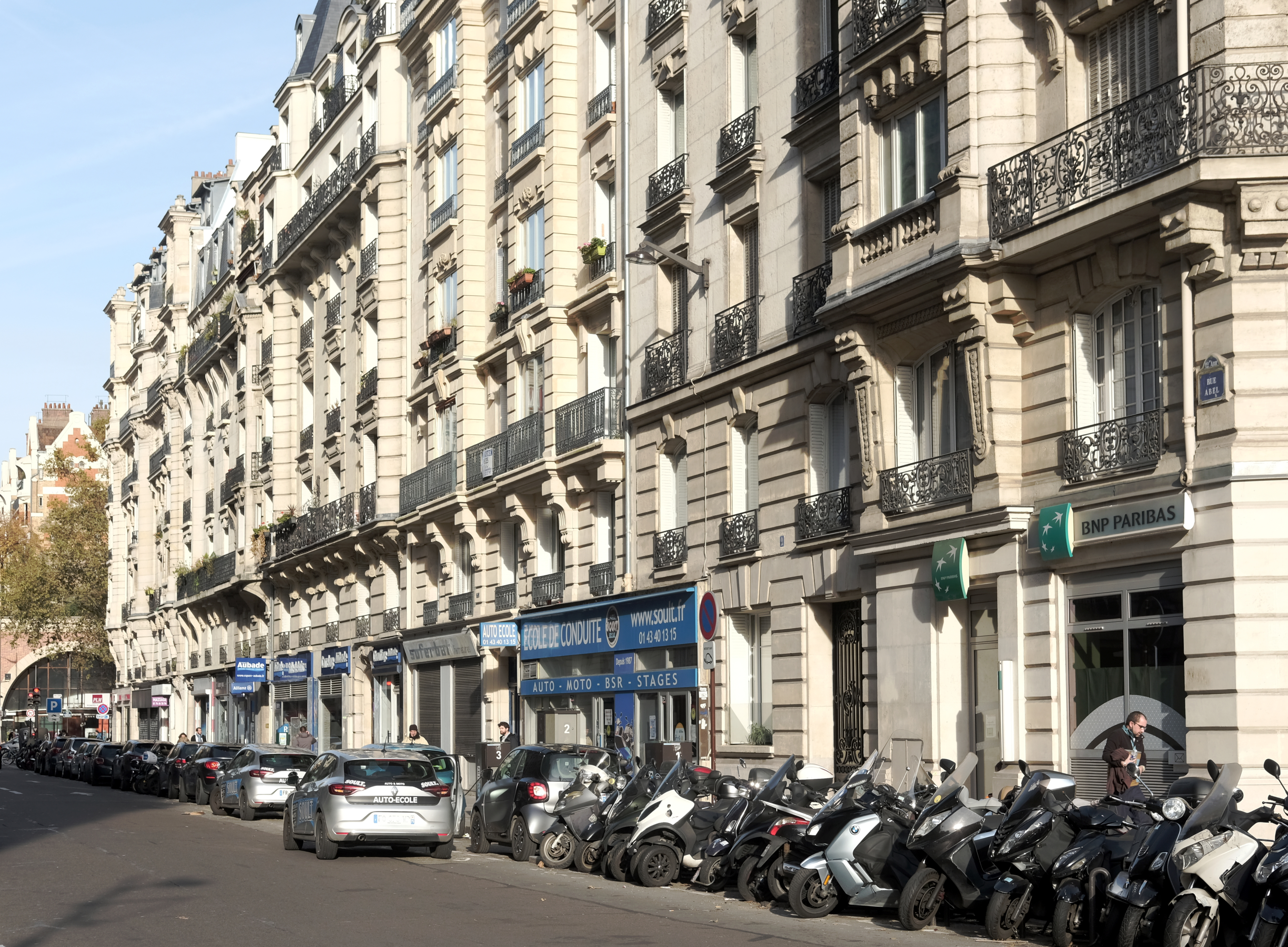
Des immeubles post-haussmanniens.

La rue est ouverte en 1901 sur l'emplacement de l'ancienne maison d'arrêt et de détention cellulaire, dite prison Mazas, située boulevard Diderot, pour rejoindre l'avenue Daumesnil. Elle est prolongée en 1912 jusqu'à la rue de Charenton.
Elle est composée en totalité d'immeubles post-haussmanniens.
Cette voie a connue une rénovation majeure en 2023 dans le cadre du programme "embellir notre quartier". Dans le cadre de ce programme, de nombreuses places de parking ont été converties en friches et les trottoirs ont été élargis.

## Bâtiments remarquables et lieux de mémoire
- N°2 : immeuble de 1900 (architecte Charles Montalto).
- N°9 : immeuble des architectes Joseph Charlet et Étienne Perrin.
- N°10,12 : immeuble des architectes Joseph Charlet et Étienne Perrin.

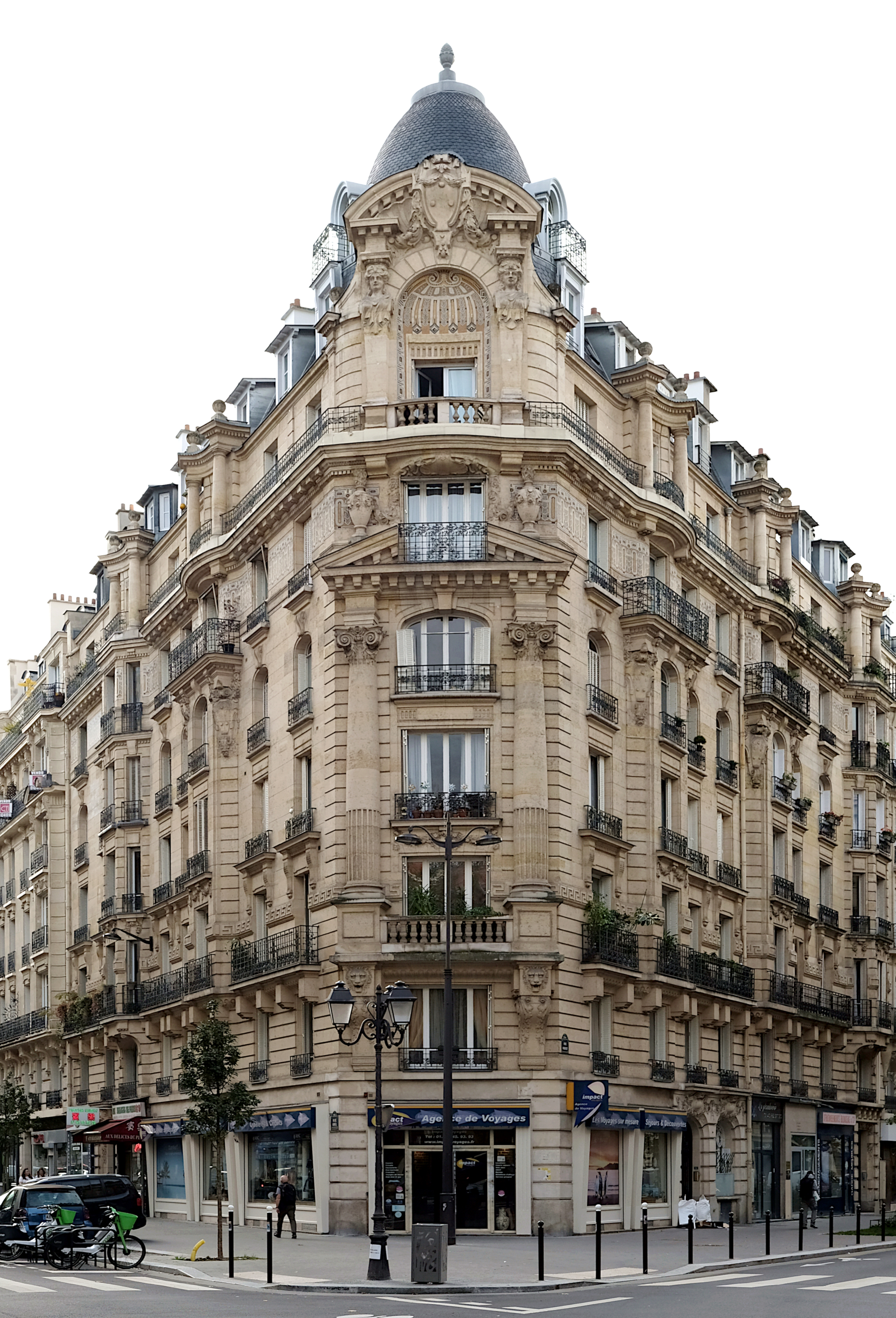
Immeuble d'angle des rues Abel (n°9) et Parrot (vers 1911).
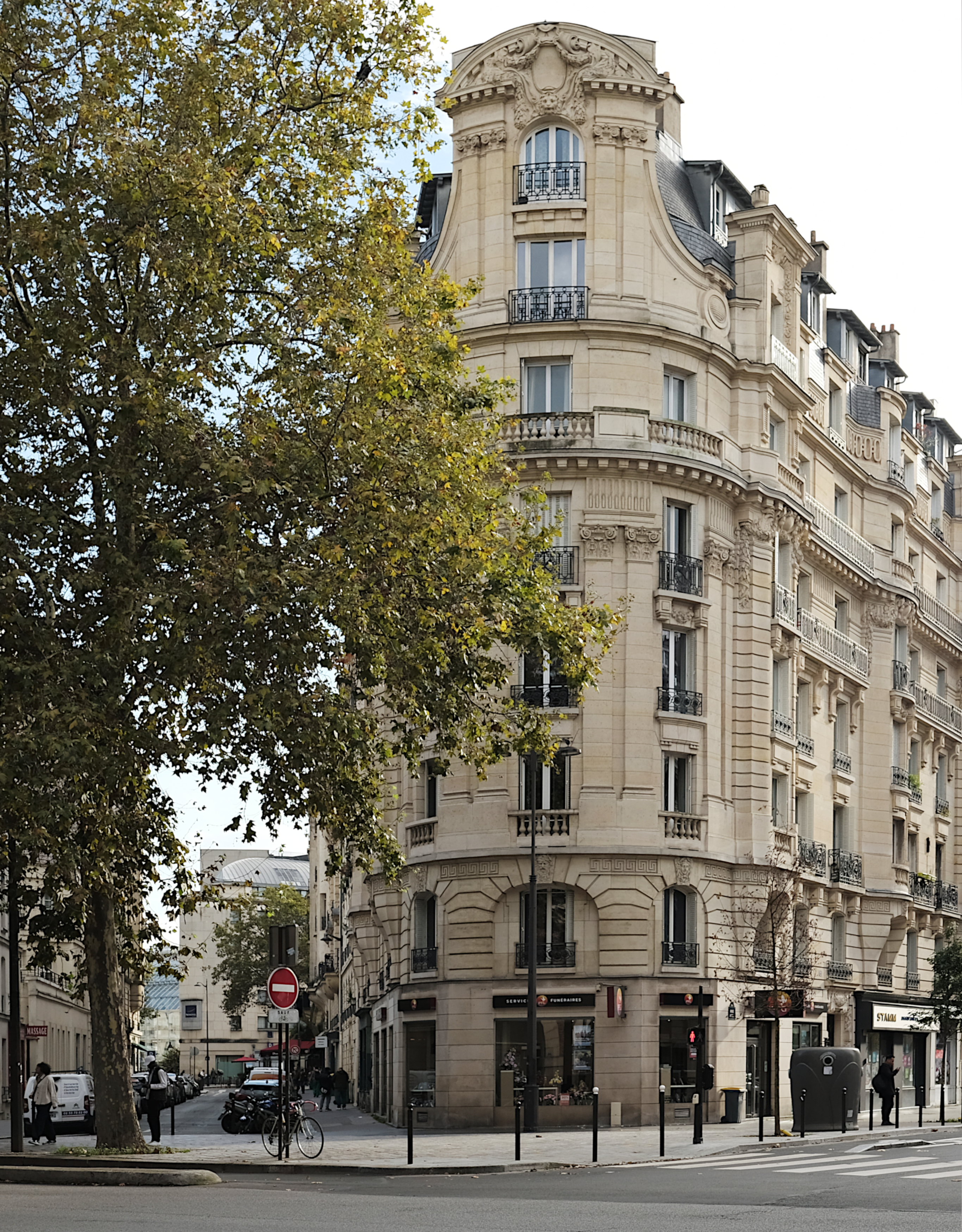
Immeuble d'angle des rues Abel (n°10, 12) et Legraverend.
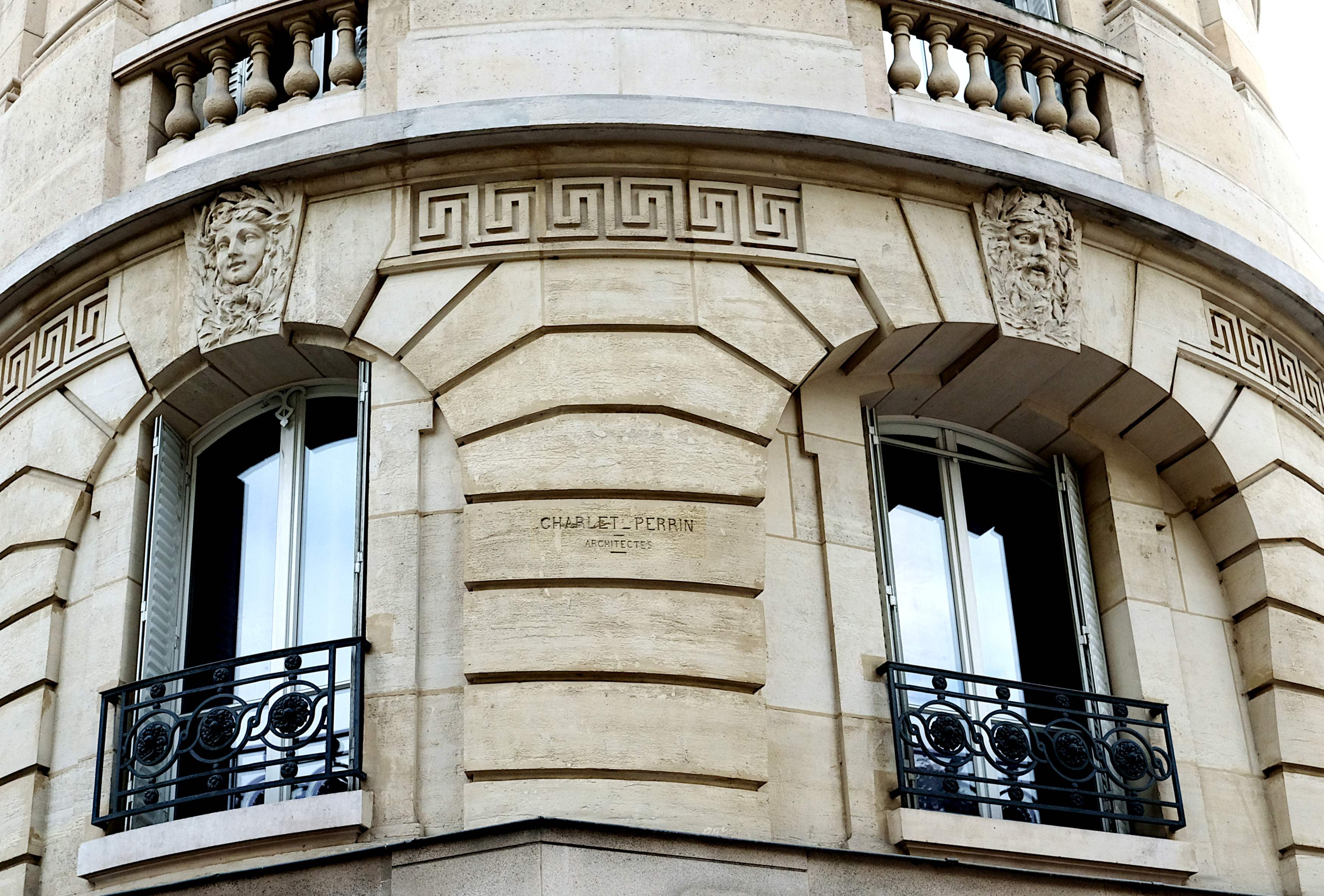
Détail de l'immeuble précédent avec les noms des architectes.
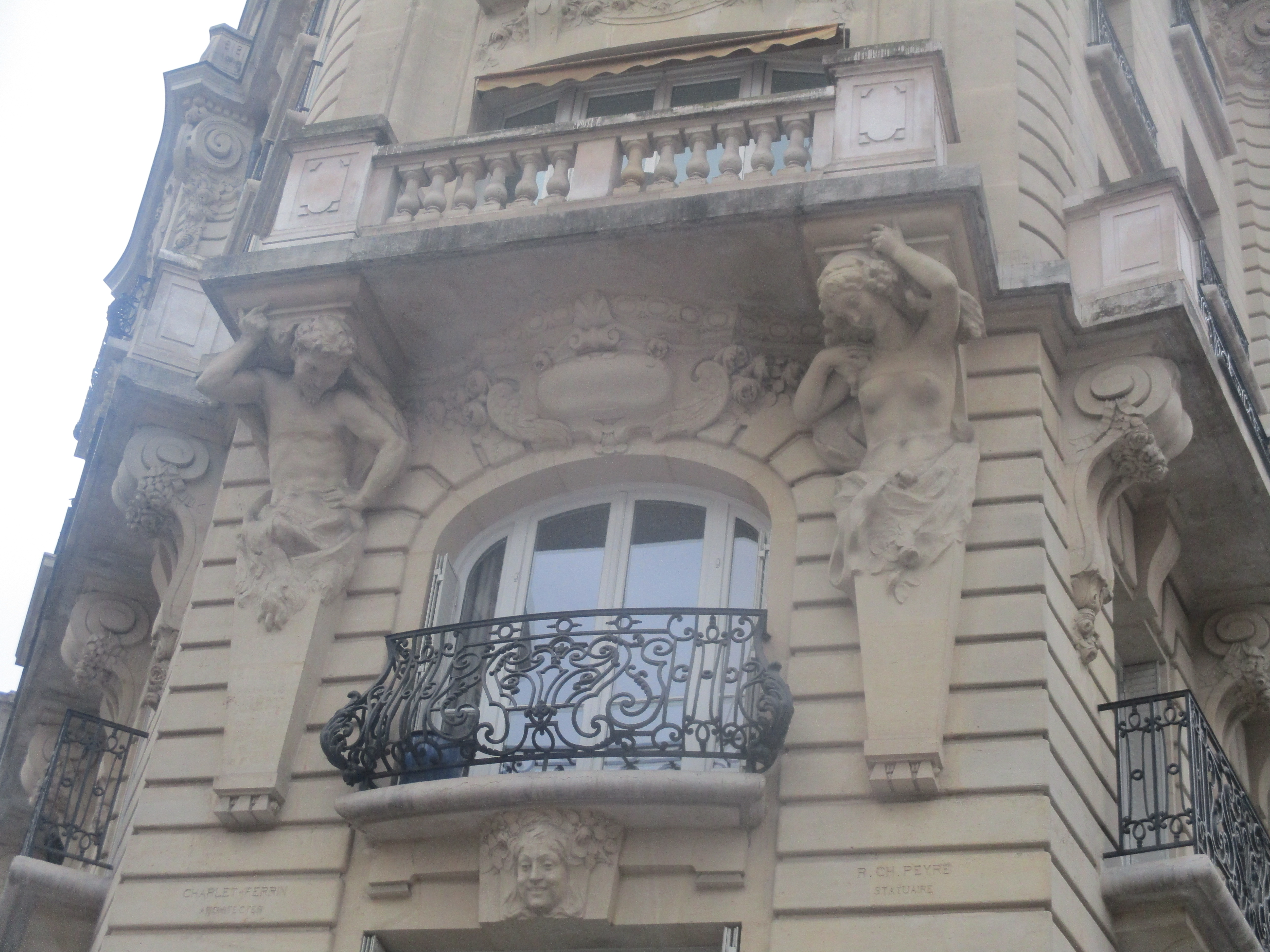
Détail de l'immeuble d'angle Abel et Daumesnil.